# 李同
李 同（り どう、? - 紀元前258年）は、中国戦国時代の趙の軍人・官吏。本来の名は李談。司馬遷の父の司馬談の諱を避け、『史記』では李同と記される。

## 経歴
趙の孝成王7年（紀元前259年）、長平の戦いの後、疲弊した趙の首都の邯鄲を秦の王陵率いる軍が包囲した。孝成王8年（紀元前258年）には攻めあぐねる王陵に代わり、王齕が指揮を執る事になった。平原君と毛遂の交渉で楚と魏から援軍が来る事は決まっていたが趙側の劣勢は変わらず、城内は武器食糧が尽き、兵や民は子どもを殺して食糧にせざるを得ない程であった。
しかし、その様な状況にもかかわらず平原君ら貴族は贅沢な食事をしており、宿場役人の子で兵士として防衛戦に参加していた李同は平原君の前に現れると「この危機的状況で貴方と妻妾、数百人の家人の方々は他人事のように生活をされているが、もし趙国が敗れれば貴方はこの生活を続けることが出来ますか？貴方の私財を使い士兵を労い、国を守れば貴方の生活は守られます」と、平原君を説得し、これを受け平原君は全ての家財を持ち出す許可を出し、家人には炊き出しをさせ城内の士気は持ち直した。
更に李同は援軍が到着するまでの時間を稼ぐ決死隊を募ることを提案し、平原君はそれを承知すると私財を処分して装備を揃えて三千人を選抜した決死隊を組織し、李同がこの決死隊を率いる事となった。李同率いる決死隊は日に何度も秦軍に突入し、嫌気がさした秦軍が30里後退した所で楚軍と魏の信陵君率いる援軍が到着し、秦は遂に邯鄲の包囲を解いて兵を引き上げた。李同はこの決死隊の特攻の最中で戦死したが、戦功を評され彼の父親が李侯として取り立てられた。